# 迪朗斯河畔科蒙
迪朗斯河畔科蒙（法語：Caumont-sur-Durance，法語發音：[komɔ̃ syʁ dyʁɑ̃s]）是法国普罗旺斯-阿尔卑斯-蓝色海岸大区沃克吕兹省的一个市镇，位于该省南部偏西，迪朗斯河右岸，属于阿维尼翁区（2017年1月1日之前属于阿普特区）和大阿维尼翁城市圈公共社区。

## 地理
迪朗斯河畔科蒙（43°53'41"N, 4°56'47"E）面积18.23 平方千米，位于法国普罗旺斯-阿尔卑斯-蓝色海岸大区沃克吕兹省，该省份为法国东南部内陆省份，北起德龙省，西北接阿尔代什省，西接加尔省，南至罗讷河口省，东南角与瓦尔省接壤，东临上普罗旺斯阿尔卑斯省。
与迪朗斯河畔科蒙接壤的市镇（或旧市镇、城区）包括：卡巴讷、诺沃、亞維農、卡瓦永、加达涅新堡、莫里耶尔-莱萨维尼翁、勒托尔。
迪朗斯河畔科蒙的时区为UTC+01:00、UTC+02:00（夏令时）。

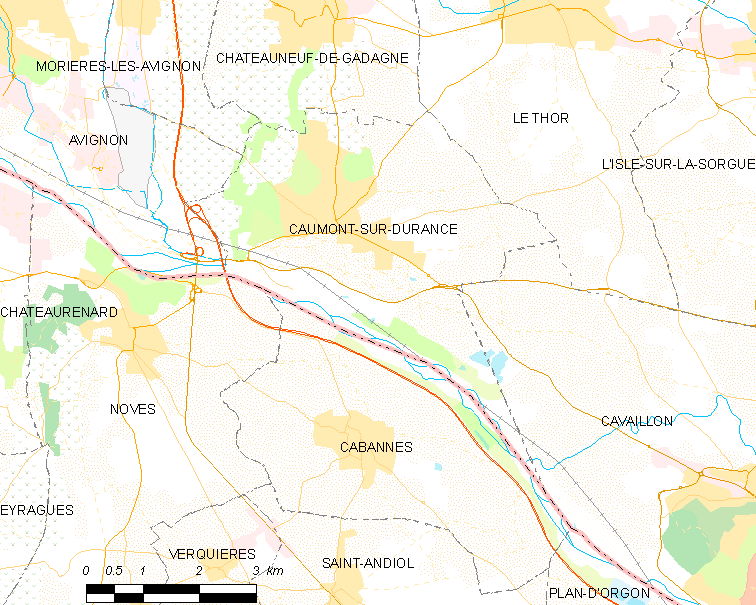
迪朗斯河畔科蒙的OSM定位图

## 行政
迪朗斯河畔科蒙的邮政编码为84510，INSEE市镇编码为84034。

## 政治
迪朗斯河畔科蒙所属的省级选区为卡瓦永县。

## 人口

1962-2008年间迪朗斯河畔科蒙人口变化图示

迪朗斯河畔科蒙于2022年1月1日时的人口数量为5499人。